# 蕭山話

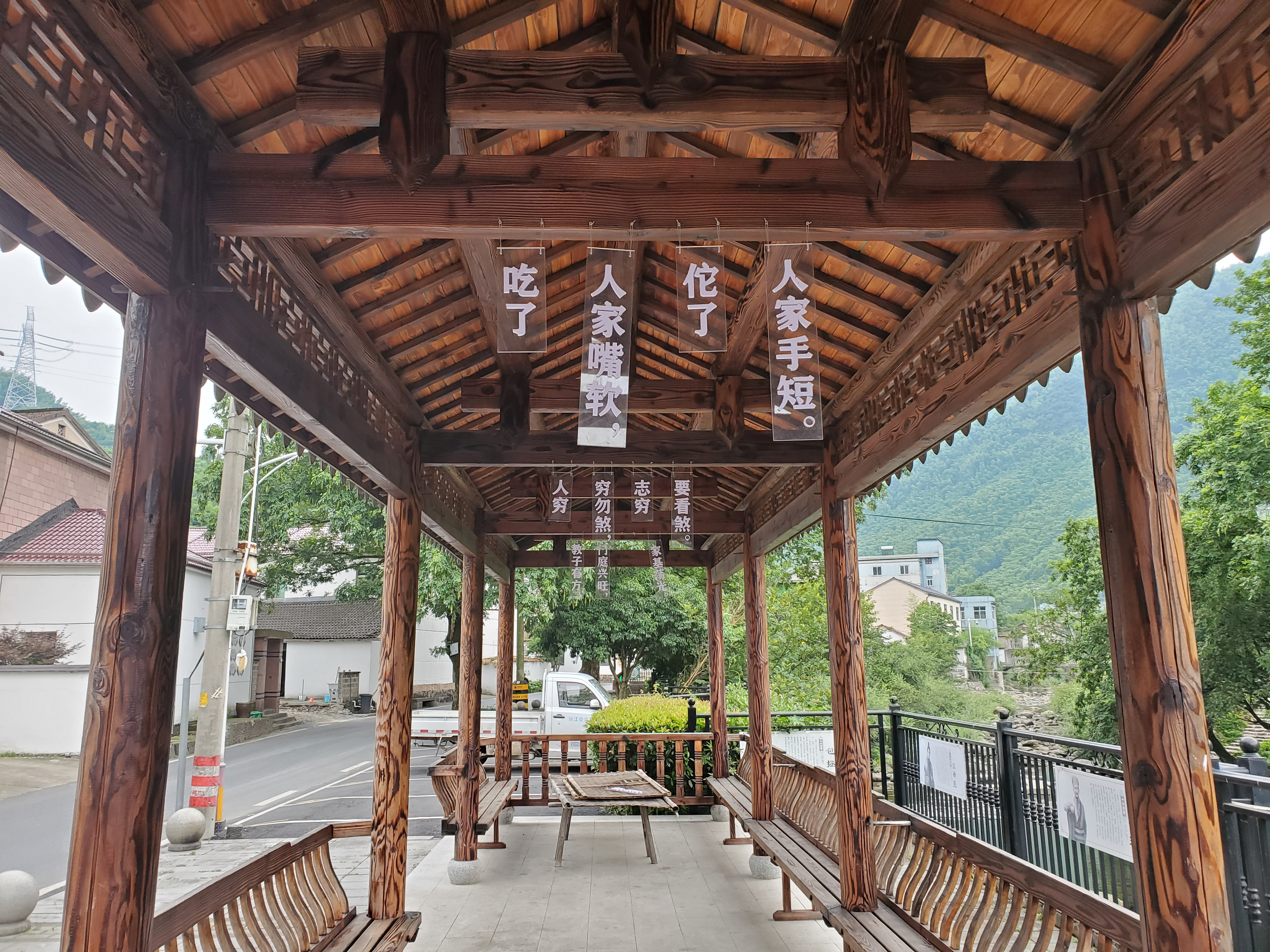
安吉县上墅鄉阮村懸掛的蕭山話俗語，當地村民多爲蕭山移民

蕭山話，屬於吳語太湖片臨紹小片，通行於今天的杭州市蕭山區大部、濱江區、钱塘区江东区块，受例如紹興話、杭州話、海寧話的鄰近縣市方言影響較大，代表性方言為蕭山區城廂方言。歷史上還受到北方方言的影響，許多入聲都隨北方方言改為舒聲，但大體上保留了古音，其北部方言古音保留較多。

## 發展趨勢
由於受到鄰近縣市方言影響，又受到普通話同化，萧山话的分化態勢非常顯著。現在由蕭山劃出的濱江區一帶有被普通話、杭州話同化的趨勢；蕭山的東部由於接近紹興而與紹興交往密切，受到紹興話口音影響很大；南部受到诸暨方言影响。在另一方面，萧山话中“何”字疑问词使用频率下降，语音语义都向普通话靠拢。